# جامعة كولومبيا
جامعة كولومبيا (بالإنجليزية: Columbia University) ورسمياً جامعة كولومبيا في مدينة نيويورك (بالإنجليزية: Columbia University in the City of New York) هي جامعة أبحاث خاصة في رابطة اللبلاب في مدينة نيويورك. تأسست عام 1754 باسم كلية كينغ على أرض كنيسة ترينيتي في مانهاتن، وهي أقدم مؤسسة للتعليم العالي في نيويورك وخامس أقدم مؤسسة في الولايات المتحدة.
تأسست كولومبيا ككلية استعمارية بموجب الميثاق الملكي في عهد جورج الثاني ملك بريطانيا العظمى. تم تغيير اسمها إلى كلية كولومبيا في عام 1784 بعد الثورة الأمريكية، وفي عام 1787 تم وضعها تحت مجلس أمناء خاص برئاسة الطلاب السابقين ألكسندر هاملتون وجون جاي. في عام 1896، تم نقل الحرم الجامعي إلى موقعه الحالي في مرتفعات مورنينغسايد وأعيد تسميته جامعة كولومبيا.
تنقسم كولومبيا إلى عشرين مدرسة، بما في ذلك أربع كليات جامعية و16 كلية دراسات عليا. تشمل الجهود البحثية للجامعة مرصد لامونت دوهرتي للأرض، ومعهد غودارد لدراسات الفضاء، ومختبرات التسريع مع شركات التكنولوجيا الكبرى مثل أمازون وآي بي إم. كولومبيا عضو مؤسس في رابطة الجامعات الأمريكية وكانت أول كلية في الولايات المتحدة تمنح درجة دكتور في الطب. تدير الجامعة أيضًا جائزة بوليتزر وتمنحها سنويًا.
لعب علماء وباحثوا كولومبيا دورًا محوريًا في الاكتشافات العلمية بما في ذلك واجهة الدماغ والحاسوب؛ والليزر والميزر؛ والرنين المغناطيسي النووي؛ وأول مفاعل نووي؛ وأول تفاعل انشطاري نووي في الأمريكتين؛ وأول دليل على تكتونية الصفائح والانجراف القاري؛ والكثير من البحث والتخطيط الأولي لمشروع مانهاتن خلال الحرب العالمية الثانية.
ضمت الجامعة حتى ديسمبر 2021، بين خريجيها وأعضاء هيئة التدريس والموظفين سبعة من الآباء المؤسسين للولايات المتحدة الأمريكية؛ وأربعة رؤساء للولايات المتحدة؛ و34 رئيس دولة أو حكومة أجنبي؛ واثنان من الأمناء العامين للأمم المتحدة؛ وعشرة قضاة في المحكمة العليا للولايات المتحدة؛ و103 من الحائزين على جائزة نوبل؛ و125 عضوًا في الأكاديمية الوطنية للعلوم؛ و53 مليارديرًا حيًا؛ و23 من الحائزين على ميداليات أولمبية؛ و33 فائزًا بجائزة الأوسكار؛ و125 من الحائزين على جائزة بوليتزر.

## تاريخها

### القرن الثامن عشر
بدأت المناقشات المتعلقة بتأسيس كلية في مقاطعة نيويورك في وقت مبكر من عام 1704، حيث كتب العقيد لويس موريس إلى جمعية نشر الإنجيل في الأجزاء الأجنبية، الذراع التبشيرية لكنيسة إنجلترا، لإقناع المجتمع بأن مدينة نيويورك كانت مجتمعًا مثاليًا لإنشاء كلية. مع ذلك، لم تؤخذ الفكرة بجدية إلا بعد تأسيس كلية نيو جيرسي (سميت فيما بعد برينستون) على نهر هدسون في نيو جيرسي. في عام 1746، أصدرت الجمعية العامة لنيويورك قانونًا لجمع الأموال لتأسيس كلية جديدة. في عام 1751، عينت الجمعية لجنة من عشرة من سكان نيويورك، سبعة منهم أعضاء في كنيسة إنجلترا، لتوجيه الأموال المتراكمة من يانصيب الولاية نحو تأسيس الكلية.
بدأت الفصول لأول مرة في يوليو 1754 وترأسها أول رئيس للكلية، صموئيل جونسون. كان جونسون المعلم الوحيد للدفعة الأولى في الكلية، والتي كانت تتألف من ثمانية طلاب فقط. كان يتم التعليم في مبنى مدرسي جديد ملاصق لكنيسة ترينيتي الواقعة في ما يعرف الآن بـ برودواي السفلى في مانهاتن. تأسست الكلية رسميًا في 31 أكتوبر 1754، باسم كلية كينغ بموجب ميثاق ملكي من الملك جورج الثاني، مما يجعلها أقدم مؤسسة للتعليم العالي في ولاية نيويورك وخامس أقدم مؤسسة في الولايات المتحدة.
في عام 1763، خلف جونسون في الرئاسة مايلز كوبر، خريج كلية كوينز، أكسفورد، ومحافظ متشدد. كان خصمه الرئيسي في المناقشات في الكلية، في المناخ السياسي المشحون للثورة الأمريكية، هو الطالب الجامعي في فصل 1777، ألكسندر هاملتون.  تم تعيين عالم التشريح الأيرلندي، صموئيل كلوسي، أستاذًا للفلسفة الطبيعية في أكتوبر 1765 ولاحقًا أول أستاذ للتشريح بالكلية في عام 1767. اندلعت الحرب الثورية الأمريكية في عام 1776، وكانت كارثية على تشغيل كلية كينج، التي علقت التدريس لمدة ثماني سنوات ابتداء من عام 1776 مع وصول الجيش القاري. استمر التعليق أثناء الاحتلال العسكري لمدينة نيويورك من قبل القوات البريطانية حتى رحيلهم عنها عام 1783. تم نهب مكتبة الكلية والاستيلاء على المبنى الوحيد لاستخدامه كمستشفى عسكري أولًا من قبل القوات الأمريكية ثم البريطانية.
بعد الحرب الثورية، توجهت الكلية إلى ولاية نيويورك من أجل استعادة حيويتها، ووعدت بإجراء أي تغييرات على ميثاق المدرسة قد تطلبها الدولة.  وافق المجلس التشريعي على مساعدة الكلية، وفي 1 مايو 1784، أصدر «قانونًا لمنح امتيازات معينة للكلية التي تسمى حتى الآن كلية كينغ». أنشأ القانون مجلس حكام للإشراف على إحياء كلية كينغ، وفي محاولة لإثبات دعمها للجمهورية الجديدة، نصت الهيئة التشريعية على أن «الكلية داخل مدينة نيويورك التي كانت تسمى سابقًا كلية كينغز ستسمى إلى الأبد وتعرف باسم كلية كولومبيا»، في إشارة إلى كولومبيا، وهو اسم بديل لأمريكا يأتي بدوره من اسم كريستوفر كولومبوس. علم الحكام أخيرًا بالدستور الفاسد للكلية في فبراير 1787 وعينوا لجنة مراجعة برئاسة جون جاي وألكسندر هاميلتون. في أبريل من نفس العام، تم اعتماد ميثاق جديد للكلية منح السلطة لمجلس منفصل مكون من 24 أمين.
في 21 مايو 1787، تم انتخاب ويليام صموئيل جونسون، نجل صموئيل جونسون، بالإجماع رئيسًا لكلية كولومبيا. قبل عمله في الجامعة، شارك جونسون في المؤتمر القاري الأول وتم اختياره كمندوب في المؤتمر الدستوري. ازدهرت كولومبيا التي تم إحياؤها تحت رعاية الفيدراليين مثل هاملتون وجاي، لفترة من تسعينيات القرن الثامن عشر، عندما كانت مدينة نيويورك هي العاصمة الفيدرالية وعاصمة الولاية، وكانت البلاد تحت حكومات فيدرالية متعاقبة. حضر الرئيس جورج واشنطن ونائب الرئيس جون آدامز، بالإضافة إلى مجلسي الكونغرس، حفل افتتاح الكلية في 6 مايو 1789، تكريمًا للعديد من خريجي الكلية الذين شاركوا في الثورة الأمريكية.

## روابط خارجية
- جامعة كولومبيا على موقع الموسوعة البريطانية (الإنجليزية)